# 1818 au Canada
Pour un article plus général, voir Chronologie du Canada.
Cet article traite des événements qui se sont produits durant l'année 1818 au Canada.

## Événements

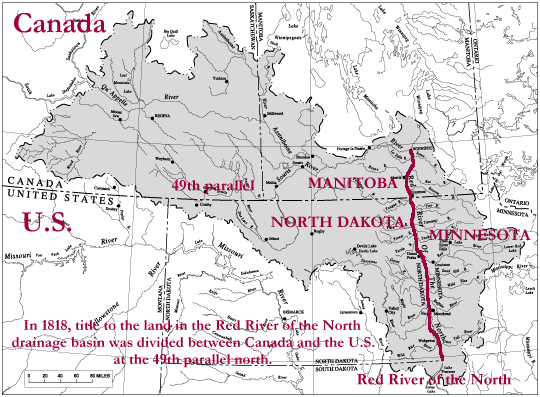
Le bassin de la rivière Rouge. La frontière au Canada/États-Unis ampute la Terre de Rupert du territoire au sud de celle-ci.

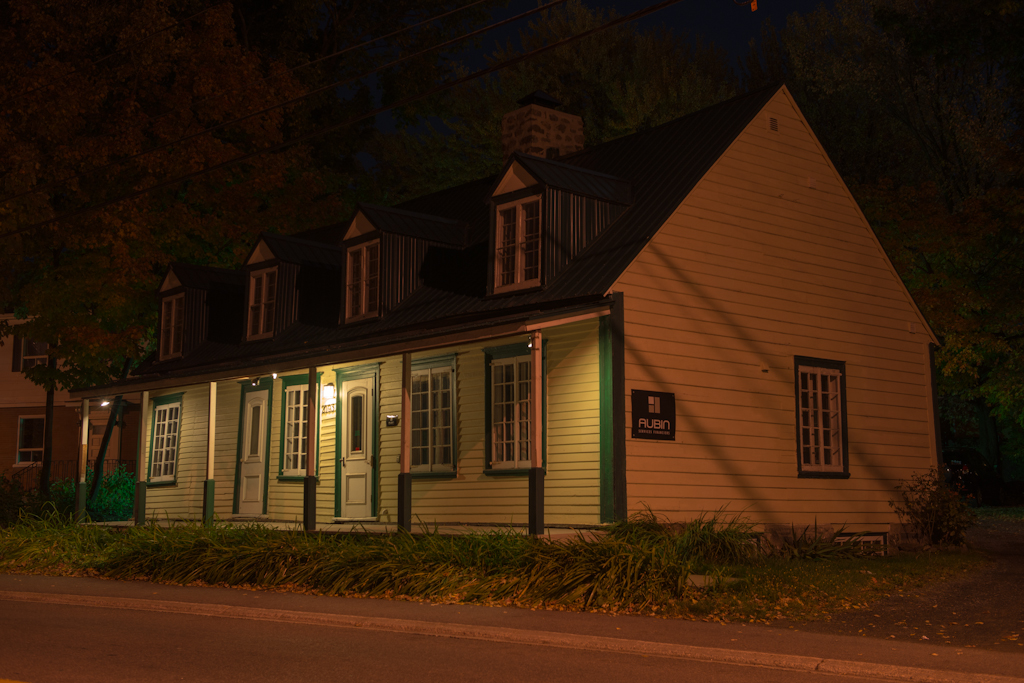
Auberge Hugh-Glover près de Québec construit en 1818

- 16 juillet : arrivée de Joseph Norbert Provencher à la colonie de la rivière Rouge. Il va œuvrer comme prêtre et missionnaire dans cette région. Il va fonder une mission qui deviendra Saint-Boniface.
- 30 juillet : Charles Lennox (4e duc de Richmond) devient gouverneur de l'Amérique du Nord britannique.
- 20 octobre : traité entre les États-Unis et la Grande-Bretagne fixant la frontière au nord-ouest sur le 49e parallèle depuis le lac des Bois jusqu’aux Rocheuses. L’Oregon est ouvert à la fois à la colonisation anglaise et américaine[1].
- 3 novembre : Début de la Dixième assemblée générale de l'Île-du-Prince-Édouard (en).
- Mise en place de la 11e assemblée générale de la Nouvelle-Écosse (en).

- La Compagnie de la Baie d'Hudson s’installe définitivement dans le secteur de l’Athabaska.
- Fondation du Collège Dalhousie à Halifax qui deviendra une université.
- Fondation de la Banque de Québec.
- Sir Peregrine Maitland devient lieutenant-gouverneur du Haut-Canada.
- Charles Hamilton devient gouverneur de Terre-Neuve. Son nom fut utilisé pour nommer le plus important cours d'eau du Labrador. Il sera renommé plus tard le fleuve Churchill.
- La Compagnie du Nord-Ouest établit le fort Nez-Percés sur le fleuve Columbia. Ce fort situé dans le territoire de l'Oregon fera plus tard partie du territoire américain.

### Exploration de l'Arctique
- John Ross commande une expédition pour trouver le Passage du nord-ouest. Il découvre la communauté inuit de Pond Inlet. Il s'arrête lorsqu'il croit être en face d'une chaine de montagnes au nord de l'île de Baffin qui bloque le passage. L'existence de ces montagnes s'avérera fausse.

## Culture
- Catharine Parr Traill commence ses œuvres comme écrivaine.

## Naissances
- 18 janvier : Antoine-Aimé Dorion, homme politique.
- 15 janvier : Adam-Charles-Gustave Desmazures, prêtre et écrivain.
- 31 janvier : Louis-Antoine Dessaulles, homme politique et écrivain.
- 19 mars : James Maclaren, homme d'affaires.
- 19 mars : Élisabeth Bruyère, fondatrice des sœurs grises d'Ottawa.
- 8 mai : Samuel Leonard Tilley, Premier ministre de la colonie du Nouveau-Brunswick et père de la Confédération.
- 4 septembre : Louis-François Richer Laflèche, évêque de Trois-Rivières.
- 12 septembre : David Lewis Macpherson, homme politique.
- 25 septembre : Firmin Vignon, supérieur des jésuites.
- 1 octobre : David Christie, homme politique.
- 26 octobre : Guillaume-Eugène Chinic, homme d'affaires et homme politique.
- 29 novembre : George Brown, chef du Parti libéral de l'Ontario et père de la Confédération.
- 30 novembre : Jean-Baptiste-Zacharie Bolduc, prêtre et missionnaire.

## Décès
- 15 avril : Thomas Dunn, marchand, seigneur et administrateur britannique.
- 17 avril : Jacques Bedout, officier de la marine française.